# 野通川

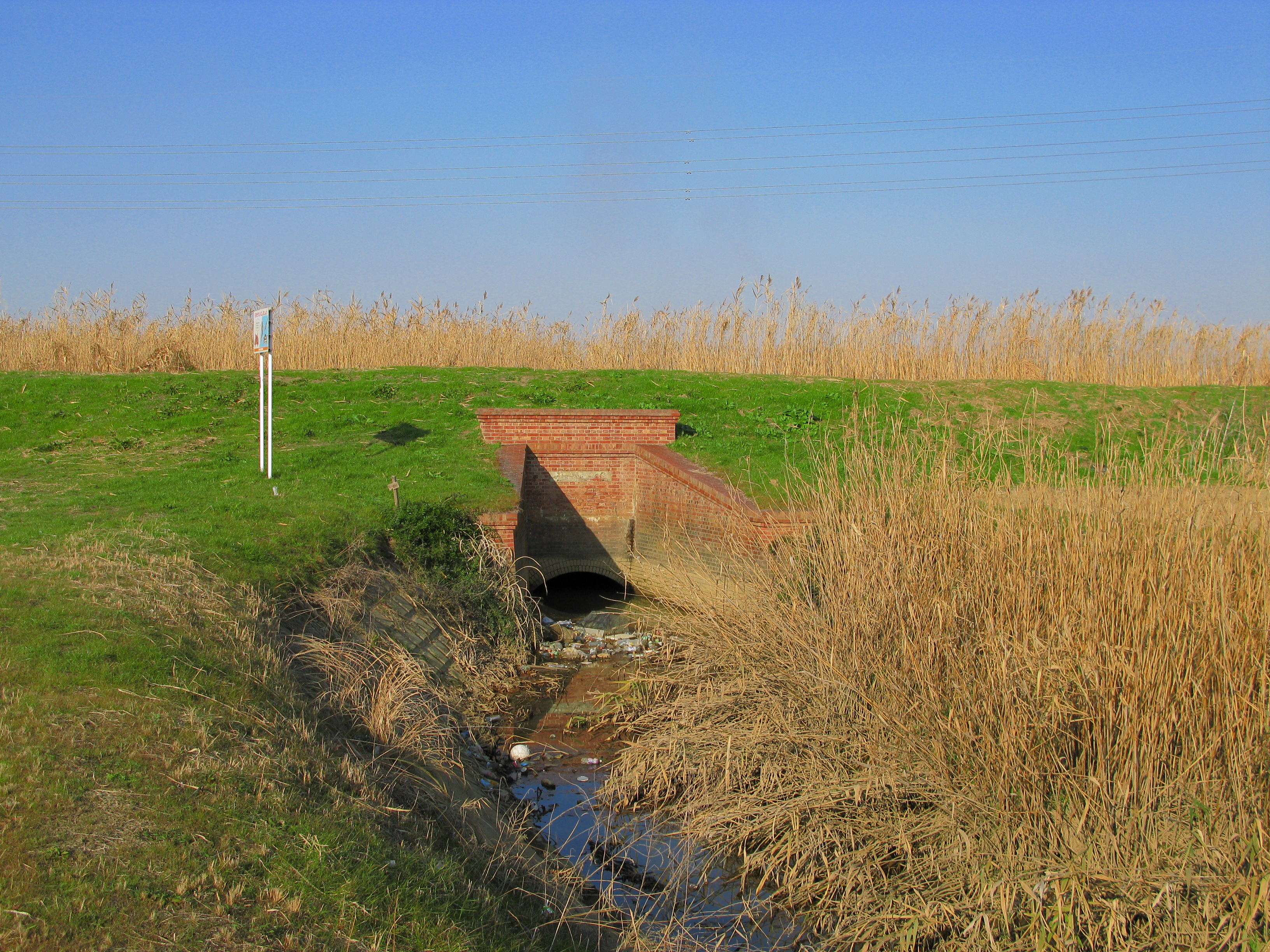
野通川最上流部（鴻巣市赤城）

野通川（やどおりがわ）は、埼玉県北東部を流れる利根川水系の一級河川である。

## 概要
埼玉県行田市小針地区から流下する小針落が、旧忍川を伏せ越す手前で名称を変えて起点とし、南へと流れる。
その後鴻巣市、加須市と元荒川と見沼代用水に挟まれた低地を南東と流れ、白岡市柴山・蓮田市高虫付近で元荒川左岸に合流する。
なお元荒川との合流点の約700m上流の小塚橋付近で栢間堀川が三十六間樋管で野通川と並行する見沼代用水の両方を伏越している。
野通川はかつて周辺に存在した小針沼を始めとした、沼地の干拓排水路として開発されてきた。
現在の流路は元荒川支派川改修事業が実施された大正末期から昭和初期にかけてのものである。
流域は主に農地として利用されているほか、川里工業団地といった工業団地やゴルフ場が存在する。
菖蒲町小林には洪水調節用の小林調節池があり、越流堤の工事が行われている。
合流
- 長野落
- 関根落
- 三間堀
- 附廻堀悪水路

## 流域自治体
- 行田市
- 羽生市
- 鴻巣市
- 加須市（旧北埼玉郡騎西町）
- 久喜市（旧久喜市、旧南埼玉郡菖蒲町）
- 白岡市
- 蓮田市

## 橋梁

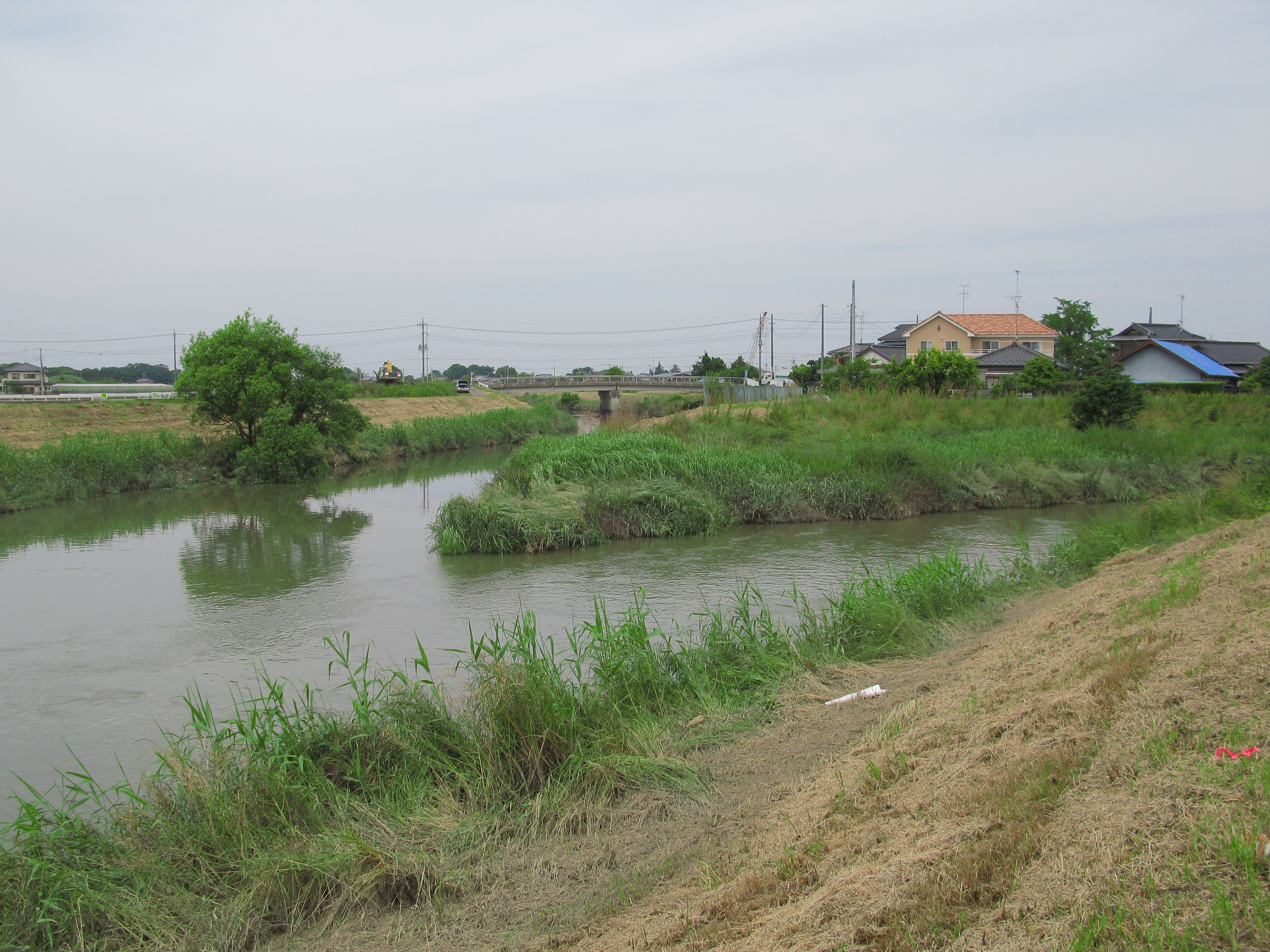
野通川と元荒川の合流点

- 三段地野橋（埼玉県道32号鴻巣羽生線）
- 明神橋
- 名称不明（町道2188号線１号橋）
- 東間橋
- 金剛坊橋（埼玉県道313）
- 名称不明（町道2119号線１号橋）
- 谷畑橋
- 名称不明
- 中橋
- 新井橋
- 上会下橋
- 野通橋
- 小宮橋
- 鷹橋（埼玉県道38号加須鴻巣線）
- 内谷橋
- 太田切橋
- 代官橋
- 新谷橋
- 高橋
- 幸弁寺橋
- 勘平橋
- 堂浦橋
- 橋場橋
- 小林橋（埼玉県道12号川越栗橋線）
- 舟戸橋
- 野々宮橋

- 正眼寺橋
- 細田橋
- 丸谷橋
- 神ノ木橋
- （首都圏中央連絡自動車道）
- 小塚橋
- 小川橋（埼玉県道5号さいたま菖蒲線）
- 太平橋